# Batuaji (Ringinrejo)
Batuaji is een bestuurslaag in het regentschap Kediri van de provincie Oost-Java, Indonesië. Batuaji telt 4779 inwoners (volkstelling 2010).